# Francis Perron
Francis Perron (* 18. April 1996 in Laval, Québec) ist ein ehemaliger kanadischer Eishockeyspieler, der im Verlauf seiner aktiven Karriere zwischen 2012 und 2025 unter anderem 220 Spiele in der American Hockey League (AHL) auf der Position des linken Flügelstürmers bestritten hat. Zudem war Perron unter anderem in Schweden, Frankreich und der Schweiz aktiv.

## Karriere
Perron spielte bis zum Sommer 2012 bei unterklassigen Juniorenteams in seiner Heimatprovinz Québec, ehe er sich zur Saison 2012/13 den Huskies de Rouyn-Noranda aus der Ligue de hockey junior majeur du Québec anschloss, die ihn zuvor im Entry Draft der Liga ausgewählt hatten. In den folgenden vier Spielzeiten steigerte sich der Flügelstürmer kontinuierlich. Auf die 18 Scorerpunkte in seinem Rookiejahr ließ er 55 in der Spielzeit darauf folgen. Schließlich wurde er im NHL Entry Draft 2014 in der siebten Runde an 190. Stelle von den Ottawa Senators aus der National Hockey League ausgewählt. Perron verblieb daraufhin aber weiter im Juniorenbereich und steigerte sich in seinem dritten Jahr auf 78 Punkte. In seinem vierten und letzten Jahr in Rouyn-Noranda führte er die Huskies als Mannschaftskapitän an und sorgte gemeinsam mit Timo Meier und A. J. Greer für den erstmaligen Gewinn des Coupe du Président. Für den Angreifer gab es darüber hinaus zahlreiche weitere Auszeichnungen. Er wurde mit der Trophée Michel Brière als wertvollster Spieler der regulären Saison ausgezeichnet, nachdem er diese mit 108 Punkten auf dem zweiten Rang der Scorerwertung der Liga abgeschlossen hatte. Zudem war er Topscorer der Playoffs und erhielt in Form der Trophée Guy Lafleur auch dort die Auszeichnung als MVP. Ebenso erfolgte die Berufung ins First All-Star Team der Liga. Im anschließenden Memorial Cup wurde er mit der George Parsons Trophy für den sportlich fairsten Spieler bedacht.

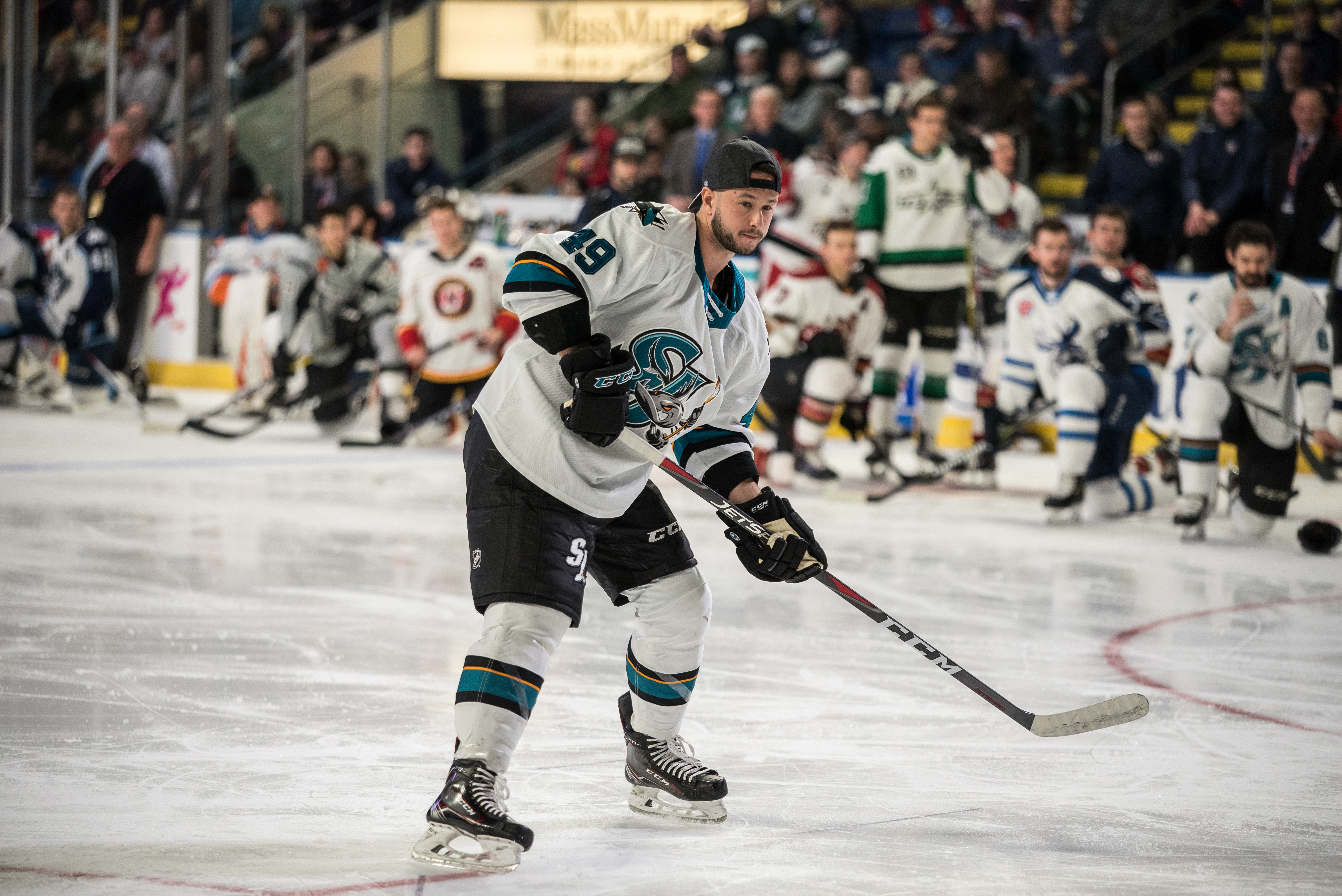
Perron im Trikot der San Jose Barracuda (2019)

Mit den Erfolgen im Gepäck wechselte der Franko-Kanadier im Sommer 2016 in die kanadische Hauptstadt Ottawa, nachdem ihn die Senators im März desselben Jahres mit einem auf drei Jahre befristeten NHL-Einstiegsvertrag ausgestattet hatten. Er schaffte den Sprung in den NHL-Kader jedoch nicht und verbrachte seine erste Profispielzeit in der American Hockey League. Dort kam Perron für Ottawas Farmteam, die Binghamton Senators, zu Einsätzen, fasste aber nur schwer Fuß. Am Saisonende standen lediglich 26 Punkte in 68 Begegnungen zu Buche. Die Spielzeit 2017/18 verbrachte der Offensivspieler bei Ottawas neuem Kooperationspartner, den Belleville Senators. Aufgrund einer im Januar 2018 erlittenen Verletzung bestritt er nur 44 Spiele in dieser Saison, ehe er im September 2018 in einem sogenannten Blockbuster-Transfer gemeinsam mit Erik Karlsson an die San Jose Sharks abgegeben wurde. Im Gegenzug erhielten die Senators Chris Tierney, Dylan DeMelo, Rūdolfs Balcers, Nachwuchsspieler Josh Norris sowie ein konditionales Erstrunden-Wahlrecht für den NHL Entry Draft 2020 und ein Zweitrunden-Wahlrecht für den NHL Entry Draft 2019. Aus dem Wahlrecht für die erste Runde wird eines für den Draft 2019, sofern die Sharks in der Spielzeit 2018/19 die Playoffs verpassen. Darüber hinaus erhält Ottawa ein zusätzliches Zweitrunden-Wahlrecht für den NHL Entry Draft 2021, falls Karlsson seinen zur Saison 2019/20 auslaufenden Vertrag in San Jose verlängert. Ferner soll aus diesem Wahlrecht sogar eines für die erste Runde werden, sofern die Sharks das Stanley-Cup-Finale 2019 erreichen. Als zusätzliche Klausel wurde festgehalten, dass die Senators ein weiteres Erstrunden-Wahlrecht erhalten, sofern Karlsson zurück in die Eastern Conference transferiert werden sollte. Dies soll eine zweite „Causa Mike Hoffman“ verhindern, der wenige Monate zuvor von Ottawa nach San Jose und anschließend direkt zu den Florida Panthers transferiert wurde. Zum Beginn der Spielzeit 2018/19 stand Perron im Kader der San Jose Barracuda, dem Sharks-Farmteam in der AHL und wurde im Saisonverlauf erstmals in seiner Karriere zum AHL All-Star Classic eingeladen. Nach einer Saison bei den Sharks wurde der Kanadier während des NHL Entry Draft 2019 im Tausch für Tom Pyatt an die Vancouver Canucks abgegeben. Darüber hinaus erhielt Vancouver ein Siebtrunden- und San Jose ein Sechstrunden-Wahlrecht in diesem Draft. In der Organisation der Canucks war Perron eine Saison aktiv, die er ausschließlich bei den Utica Comets in der AHL verbrachte.
Anschließend wurde sein im Oktober 2020 auslaufender Vertrag nicht verlängert, sodass er erstmals nach Europa wechselte, indem er sich im Januar 2021 dem IF Björklöven aus der zweitklassigen, schwedischen Allsvenskan anschloss. Dort verbrachte der Franko-Kanadier auch die folgende Saison, ehe es ihn auf die Spielzeit 2022/23 hin zum Schweizer Klub HC Sierre aus der ebenfalls zweitklassigen Swiss League zog. Durch den Wechsel zu den Dragons de Rouen in die französische Ligue Magnus spielte Perron mit Beginn der Saison 2023/24 erstmals erstklassig. Am Ende des Spieljahres sicherte er sich mit den Dragons den französischen Meistertitel, woran er als Topscorer der Playoffs maßgeblichen Anteil hatte. Im März 2025 beendete der 28-Jährige seine aktive Karriere, nachdem die Dragons aus den Playoffs ausgeschieden waren.

### International
Für sein Heimatland nahm Perron an der World U-17 Hockey Challenge 2013 teil. Dabei lief er für die Auswahlmannschaft der Provinz Québec auf, mit der er den vierten Rang belegte. In sechs Einsätzen erzielte der Stürmer dabei ein Tor und bereitete zwei weitere vor.

## Erfolge und Auszeichnungen
| - 2016 Coupe-du-Président-Gewinn mit den Huskies de Rouyn-Noranda - 2016 Topscorer der LHJMQ-Playoffs - 2016 Trophée Guy Lafleur - 2016 Trophée Michel Brière - 2016 LHJMQ First All-Star Team | - 2016 George Parsons Trophy - 2019 Teilnahme am AHL All-Star Classic - 2024 Französischer Meister mit den Dragons de Rouen - 2024 Topscorer der Ligue-Magnus-Playoffs |

## Karrierestatistik

### International
Vertrat Kanada bei:
- World U-17 Hockey Challenge 2013

(Legende zur Spielerstatistik: Sp oder GP = absolvierte Spiele; T oder G = erzielte Tore; V oder A = erzielte Assists; Pkt oder Pts = erzielte Scorerpunkte; SM oder PIM = erhaltene Strafminuten; +/− = Plus/Minus-Bilanz; PP = erzielte Überzahltore; SH = erzielte Unterzahltore; GW = erzielte Siegtore; 1 Play-downs/Relegation; Kursiv: Statistik nicht vollständig)